# Chenopodium pseudoborbasii
Chenopodium pseudoborbasii är en amarantväxtart som beskrevs av Josef Murr. Chenopodium pseudoborbasii ingår i släktet ogräsmållor, och familjen amarantväxter. Inga underarter finns listade i Catalogue of Life.